# ČSD-Baureihe T 478.3
Die ČSD-Baureihe T 478.3 (ab 1988 Baureihe 753) ist eine dieselelektrische Universallokomotive der ehemaligen Tschechoslowakischen Staatsbahn (ČSD). Dem markanten Äußeren mit den blendfreien Führerständen verdanken die Lokomotiven ihren Spitznamen Taucherbrille bzw. Brillenschlange (Brejlovec).

## Geschichte
Der Prototyp der Reihe entstand 1968 bei ČKD in Prag. Aufbauend auf die Konstruktion des Vorgängertyps T 478.1 sollte die Lokomotive die Dampflokomotivreihen 498.0, 477.0 und 475.1 ablösen.
Ab 1970 entstanden 408 Serienlokomotiven, die alsbald den Verkehr auf den nicht elektrifizierten Hauptstrecken prägten. Ab 1991 wurden 163 Lokomotiven rekonstruiert, dabei wurde die nicht mehr zeitgemäße Dampfheizanlage durch eine elektrische Zugheizung mit 3000 V Gleichstrom ersetzt.
Mit der Einführung des EDV-Nummernsystems im Jahre 1988 erhielten die Lokomotiven die neue Baureihennummer 753 mit nur noch 3-stelliger Ordnungsnummer. Die ab 1991 modernisierten Lokomotiven wurden als Reihe 750 eingeordnet.
Nach der Teilung der Tschechoslowakei in die Staaten Tschechien und Slowakei zum 1. Januar 1993 verblieben 117 Lokomotiven bei den České dráhy (ČD) und 46 Lokomotiven bei der Železnice Slovenskej republiky (ŽSR) (heute: ZSSK).
Die nicht modernisierten Lokomotiven werden ausgemustert, bei der ZSSK bis 2008 vollständig, während die modernisierten Maschinen noch im Einsatz sind.

### Modernisierungen

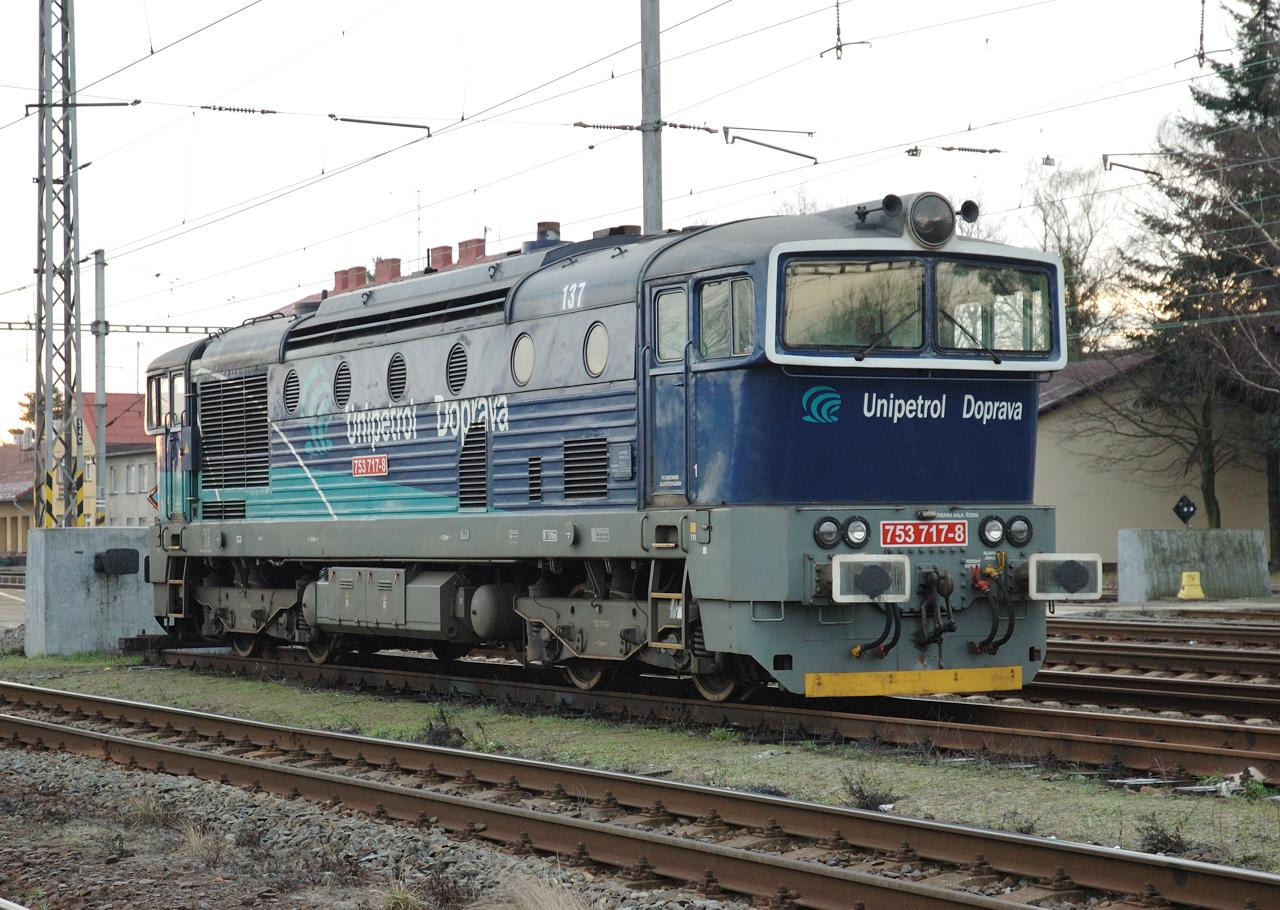
753 717 der Unipetrol Doprava

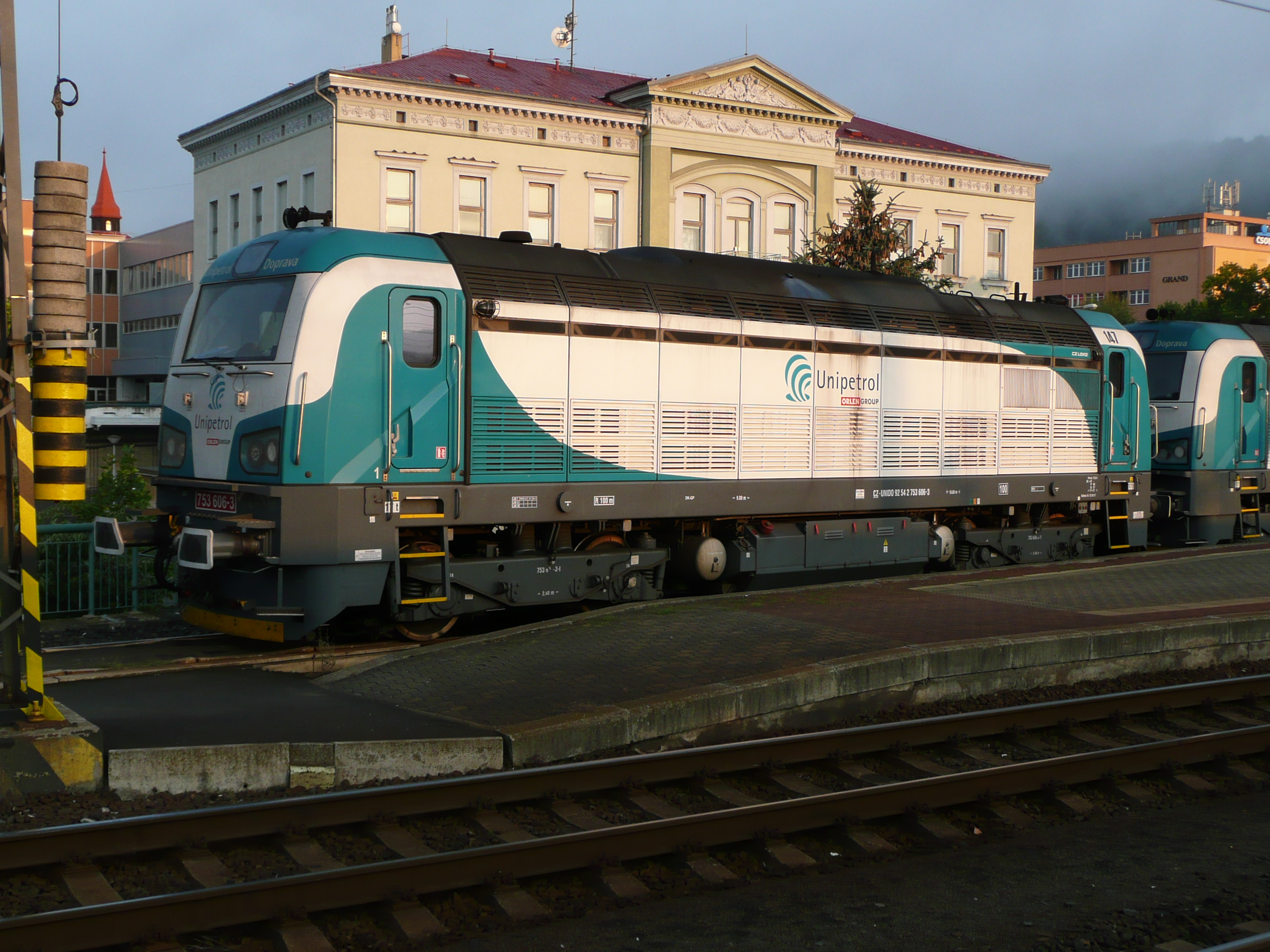
753 606 der Unipetrol Doprava im Bahnhof Děčín h.l.n.

2001 wurden 57 Lokomotiven der Baureihe 753 von der ČD an die Inekon Holding in Prag verkauft. Diese modernisierte die Lokomotiven und verkaufte sie an italienische Bahnen weiter. Neun Lokomotiven erhielten einen gebrauchten langsamlaufenden ČKD-Sechszylindermotor aus der Reihe 771, und acht davon wurden an die Ferrovia Adriatico Sangritana verkauft, sie erhielten die Baureihenbezeichnung D 752.5. Die neunte ging an SFM Cargo.
31 Lokomotiven erhielten einen neuen Caterpillar-Motor und Siemens-Elektrik. Sie wurden als Baureihe 753.7 bezeichnet. Sie gingen an verschiedene Bahngesellschaften, unter anderem 4 Lokomotiven an Hupac und 18 Lokomotiven an Ferrovie Nord Milano.
Bei beiden Typen wurde die Zugheizanlage ausgebaut. Wegen der niedrigeren UIC-Fahrzeugbegrenzungslinie wurde das Dach abgeflacht und ein Streifen der Seitenwand entfernt. Die Lokomotiven erhielten auch neue Lüftergitter und anstelle einiger Seitenfenster zusätzliche Belüftungsöffnungen. Die Stirnfenster erhielten Panzerglas, die Führerstände wurden mit einer Klimaanlage aufgewertet.
Ähnlich wurden 20 Lokomotiven für die tschechischen Privatbahnen OKD Doprava und Unipetrol Doprava, manche sogar mit geänderter Karosserie, umgebaut. Weitere Lokomotiven wurden ohne Änderungen an der Fahrzeugbegrenzungslinie umgebaut.
2005 gingen auch zwei dieser grundlegend modernisierten Lokomotiven an die ČD. Sie erhielten die neue Baureihenbezeichnung 755. Von 2008 bis 2010 wurden 30 weitere Lokomotiven als 753.751ff. umgebaut. Eine grundlegende Modernisierung mit einer neuen Karosserie wurde von 2012 bis 2020 bei der Baureihe 753.6 durchgeführt.
In der Slowakei modernisierte man von 2008 bis 2010 10 Lokomotiven zur Baureihe 756. Für den Personenverkehr wurden von 2011 bis 2015 25 Lokomotiven zur Baureihe 757 modernisiert.
Die T 478.3001 wird als betriebsfähige Museumslok im Depo Česká Lípa betreut, die T 478.3101 als betriebsfähige Museumslok im ČD-Museum Lužná u Rakovníka.

## Konstruktive Merkmale

### Fahrzeugaufbau
Die Lokomotiven haben einen Brückenrahmen, auf dem das Gerippe für die Seitenwände aus schräglaufenden Profilstreben aufgebaut ist. Der Kasten verfügt über gesickte Seitenwände, nur die beiden Prototypen hatten gerade Seitenwände. In den Seitenwänden befinden sich sechs runde Fenster. Die Drehgestelle wurden H-förmig aufgebaut und sind vollständig geschweißt. Im mittleren Querträger befindet sich die Führung für den Drehzapfen. Die Lagerungen sind seitenverschiebbar ausgeführt. Der Zapfen stützt sich in der Längsachse des Triebfahrzeuges auf Gummimetalleinlagen. Den Seitenverschub der Drehgestelle begrenzen Gummimetallanschläge.
Die Achslagerführung besteht aus Schwingarmen. Sie sind mit den Drehgestellrahmen über in Gummimetallbuchsen eingesetzten Zapfen verbunden. Die Abfederung der Achsen, die alle über Schwenklager in Schwingarmen gelagert sind, erfolgt einzeln vertikal. Dabei werden je ein Paar zylindrische Schraubenfedern und hydraulische Dämpfer verwendet.
Das Dach ist in drei Segmente unterteilt und kann bei Montage- und Demontagearbeiten vollständig abgenommen werden. Unter dem Dachvorderteil befinden sich u. a. die Haupt- und Hilfsluftbehälter, im hinteren Teil befindet sich die Kühlanlage und der Lüfter. Im mittleren Teil des Daches befinden sich die Ansaugkanäle des Abgasschalldämpfers.

### Maschinenanlage
Die Lokomotiven werden über einen wassergekühlten Viertakt-Zwölfzylindermotor ČKD K 12 V 230 DR angetrieben. Im Gegensatz zum Motor der Vorgängerbaureihe ist er ein Schnellläufer. Er leistet 1.800 PS (1320 kW) bei 1.100/min und wiegt 11.355 kg. Der Kraftstoff wird direkt eingespritzt. Der Motor hat zwei Abgasturbolader mit Ladeluftkühlung. Die Turbogebläse – Saugleitung verläuft über Luftfilter an beiden Lokdachseiten. Die Abgasenergie des Turboladers verläuft auf kürzestem Wege zum Turbolader und wird nach Durchgang durch die Turbinenteile über den Abgasschalldämpfer in das Freie geführt. Der Kompressor des Abgasturboladers liefert die Ladeluft über Zwischenkühler in die Ladeleitungen an der Außenseite des Motors.
Die Leistungsregelung besorgt ein mechanischer Geber mit hydraulischem Multiplikator. Die Drehzahlstufen werden über elektromotorische Drehzahlsteller eingestellt. Ein Schutz vor Überschreitung der kritischen Drehzahl des Motors besteht durch einen mechanischen Sicherungsregler, der an der Nockenwellenverlängerung angeschlossen ist.
An der sechsfach gekröpften Kurbelwelle ist an dem hinteren Ende der Generator angeflanscht. Die Einheit Dieselmotor-Hauptgenerator ist im Mittelteil des Maschinenraumes unmittelbar auf dem Hauptrahmen gelagert. Der Hauptgenerator ist eine zehnpolige Gleichstrommaschine mit Fremderregung vom Typ TD 802 E-ČKD. An der verlängerten Generatorwelle ist eine Riemenscheibe angeordnet, die über Keilriemen die Lüfter zum Kühlen der Fahrmotoren des vorderen Drehgestelles antreibt. Außerdem wird über Keilriemen der Erreger und der hydrostatische Antrieb des Kompressors angetrieben. Am anderen Ende der Kurbelwelle befindet sich eine zweite Riemenscheibe. Von hier aus werden über Keilriemen die Lüfter für die Fahrmotoren des hinteren Drehgestelles angetrieben. Außerdem werden von dort aus die Pumpen für den hydrostatischen Antrieb der Kühlventilatoren angetrieben.
Die Antriebsmotoren sind vierpolige Tatzlagermotoren vom Typ TE 005 C-ČKD, die elastisch im Drehgestell gelagert sind.
Die ersten Lokomotiven waren vom Dach einschließlich des Fensterbandes dunkelgrün, der untere Fahrzeugkasten war taubengrau und der Rahmen dunkelgrau. Ab der T 478.3128 waren die Lokomotiven ganz in kirschrot lackiert.

### Kühlanlage
Gegliedert ist die Kühlanlage in zwei Systeme; zum einen die Kühlung des Dieselmotorkühlwassers und zum anderen die Kühlung des Öles und der Ladeluft des Turboladers. Beide Kreisläufe besitzen einen gemeinsamen Ausgleichbehälter. Insgesamt werden die beiden Kreisläufe von vier Lüftern gekühlt. Diese mit einem Durchmesser von 630 mm befinden sich im rückwärtigen Teil des Maschinenraumes. Thermostate regeln die Einschaltung der Lüfter. Die Lüfter besitzen hydrostatische Antriebsmotoren. Gleichzeitig sind an die Kühlelemente die Seitenjalousien angeschlossen.

### Hilfseinrichtungen
Die Lokomotive besitzt einen Kompressor vom Typ 3 DSK 100 für die Versorgung der Druckluft für die Druckluftbremse. Er besitzt eine Nennleistung von 120 m3/h und einen Austrittsnenndruck von 10 bar. Er ist ebenso hydrostatisch angetrieben und fördert somit unabhängig von der Drehzahl des Motors eine konstante Luftmenge.
Die Druckluftbremse vom System DAKO wird mit dem Führerbremsventil BS 2 gesteuert. Für die
Direkt wirkende Bremse wirkt das Ventil BP verwendet.
Ursprünglich besaß die Lokomotive eine ölgefeuerte Dampfheizungsanlage vom Typ PG 500. Sie hatte eine Leistung von ca. 580 kW. Sie war im vorderen Teil der Lokomotive untergebracht. Die Wasserbehälter mit einem Fassungsvermögen von 3.000 l dafür befanden sich zwischen den Drehgestellen unter dem Hauptrahmen. In den 1990er Jahren wurde diese nicht mehr zeitgemäße Heizung durch eine elektrische Heizung ersetzt.

## Galerie

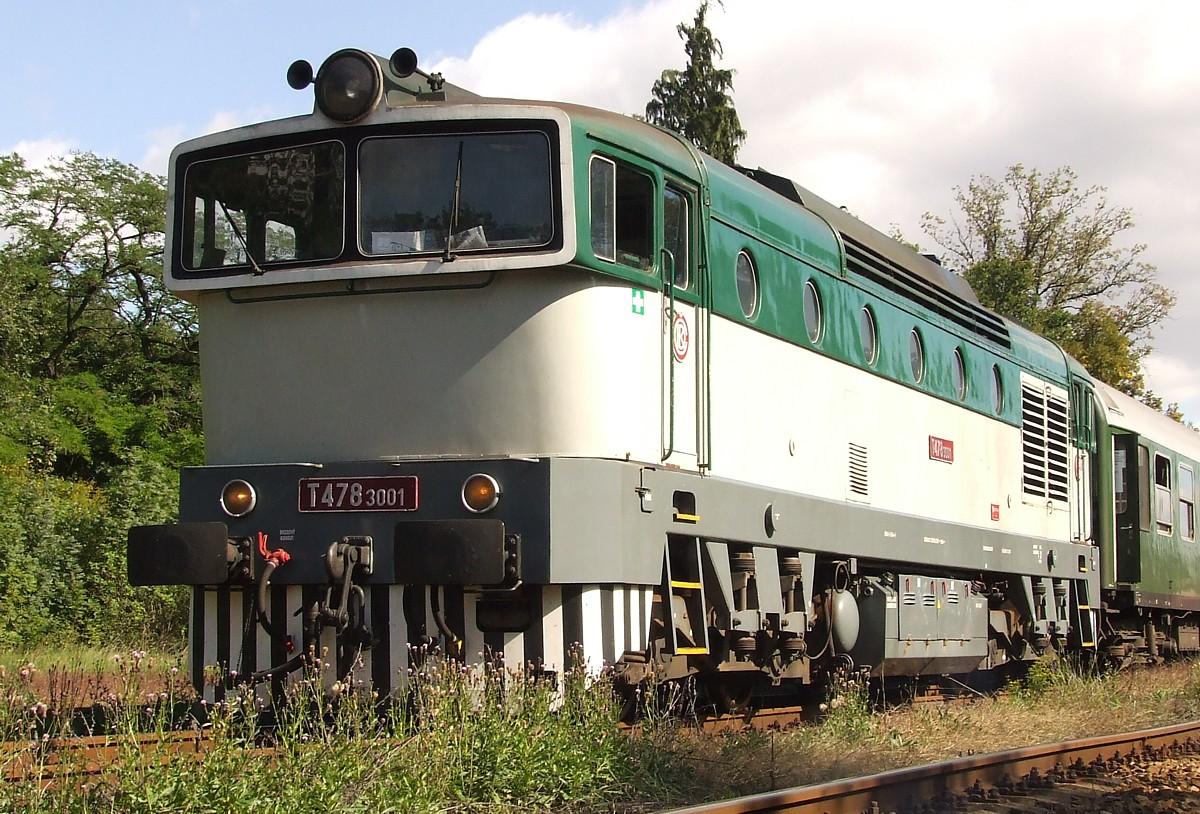
Museumslok T 478.3001 der ČD
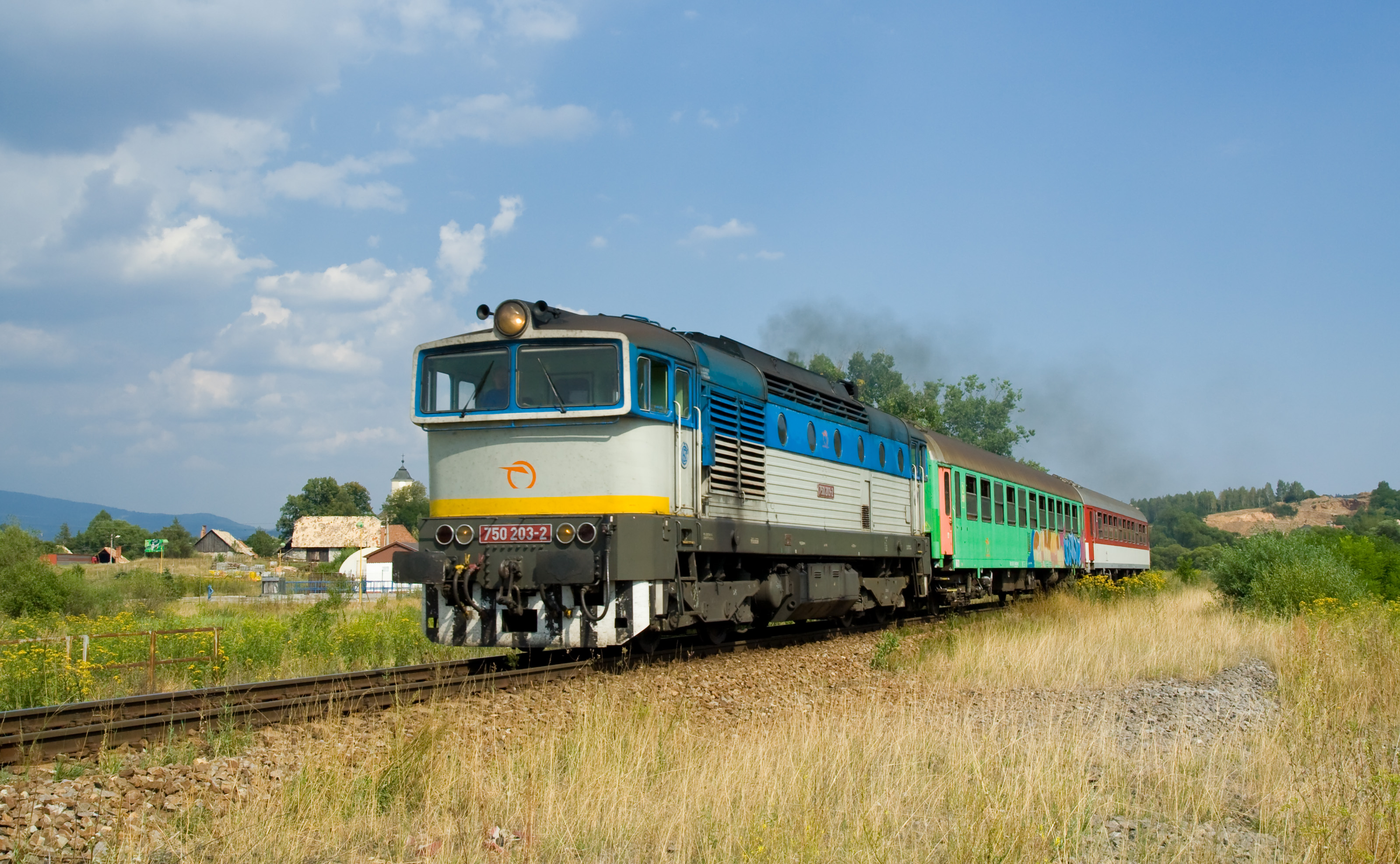
750.203 der ZSSK
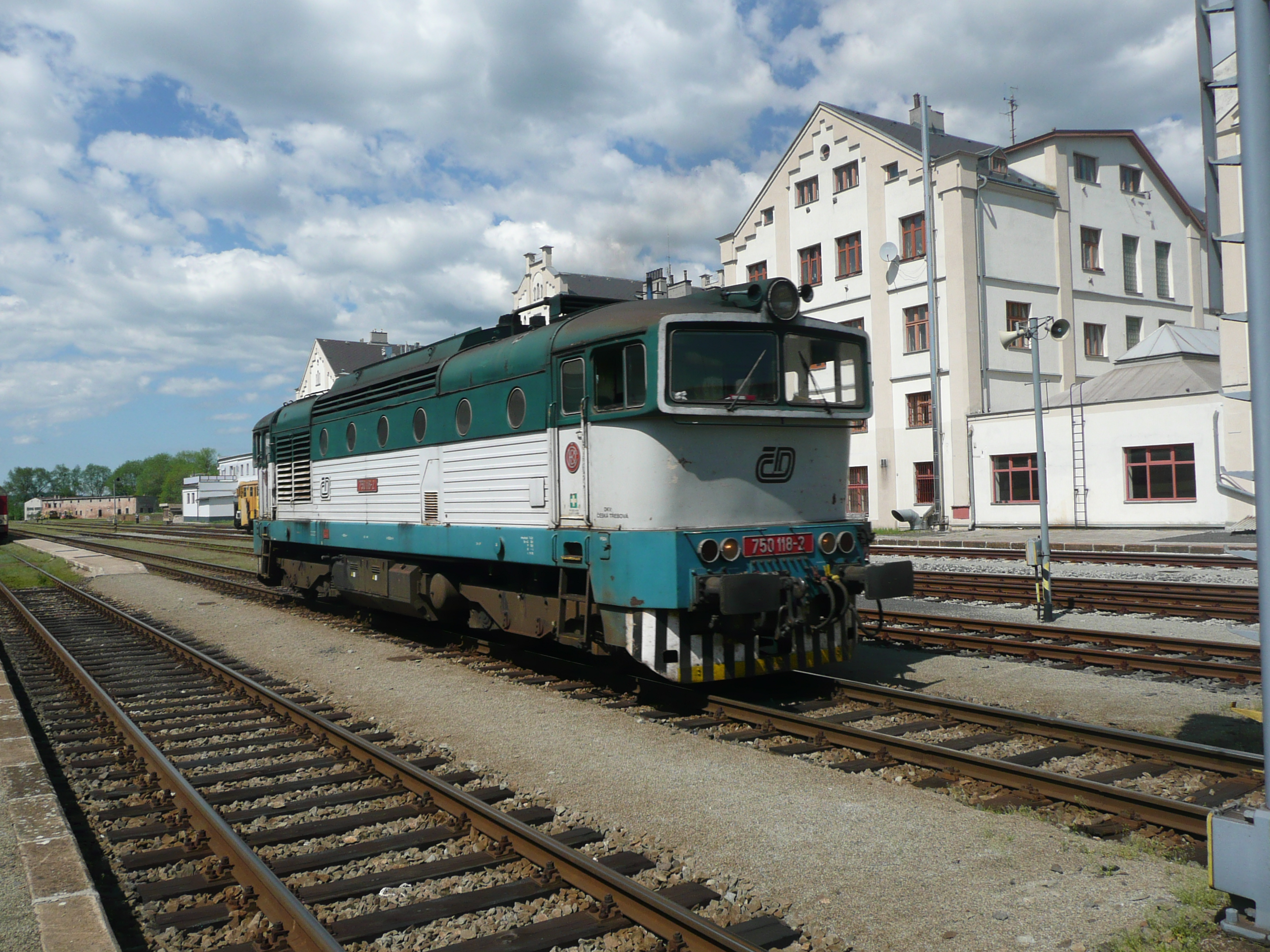
750.118 der ČD (2013)
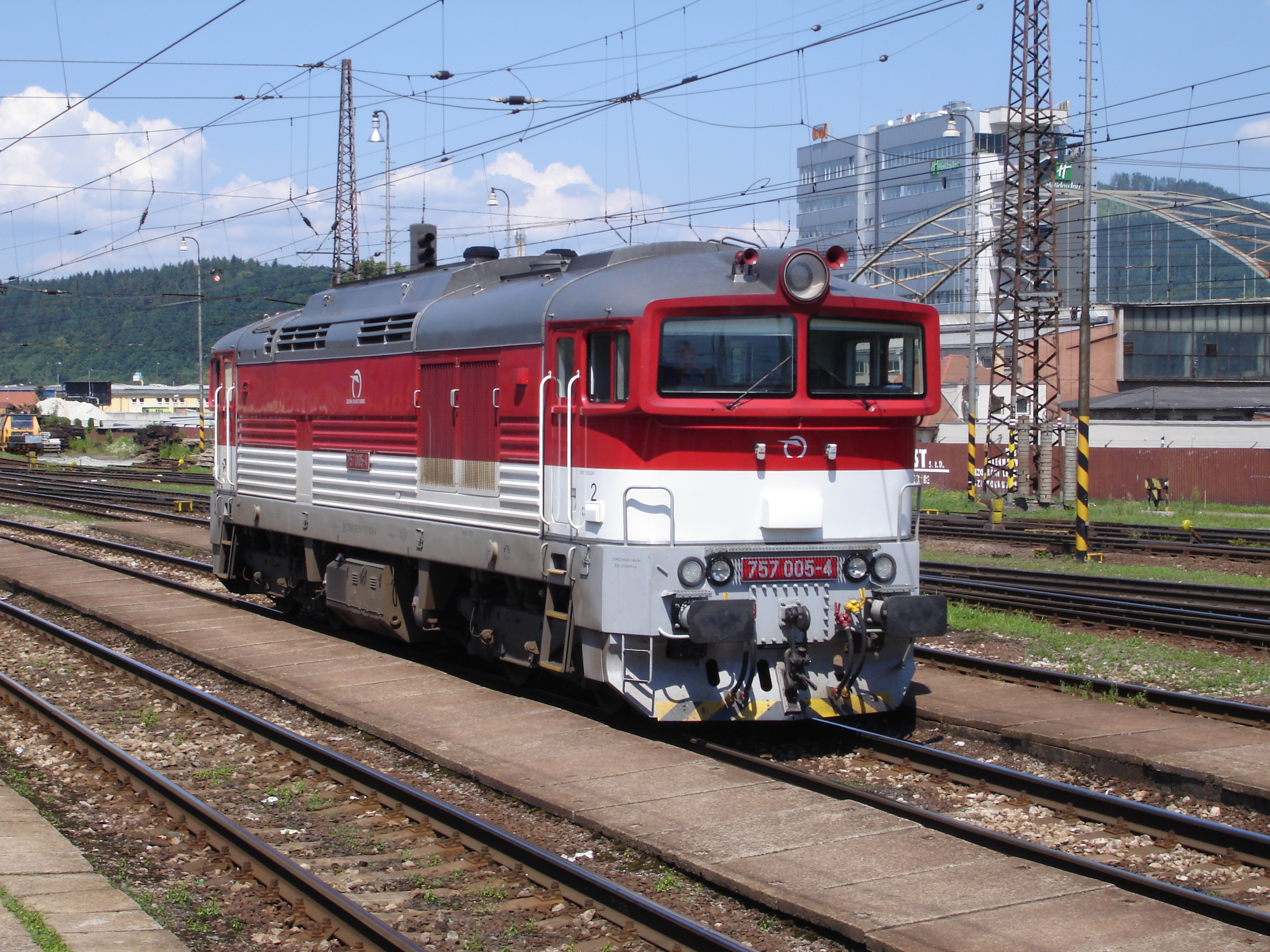
757.005 der ZSSK (2013)
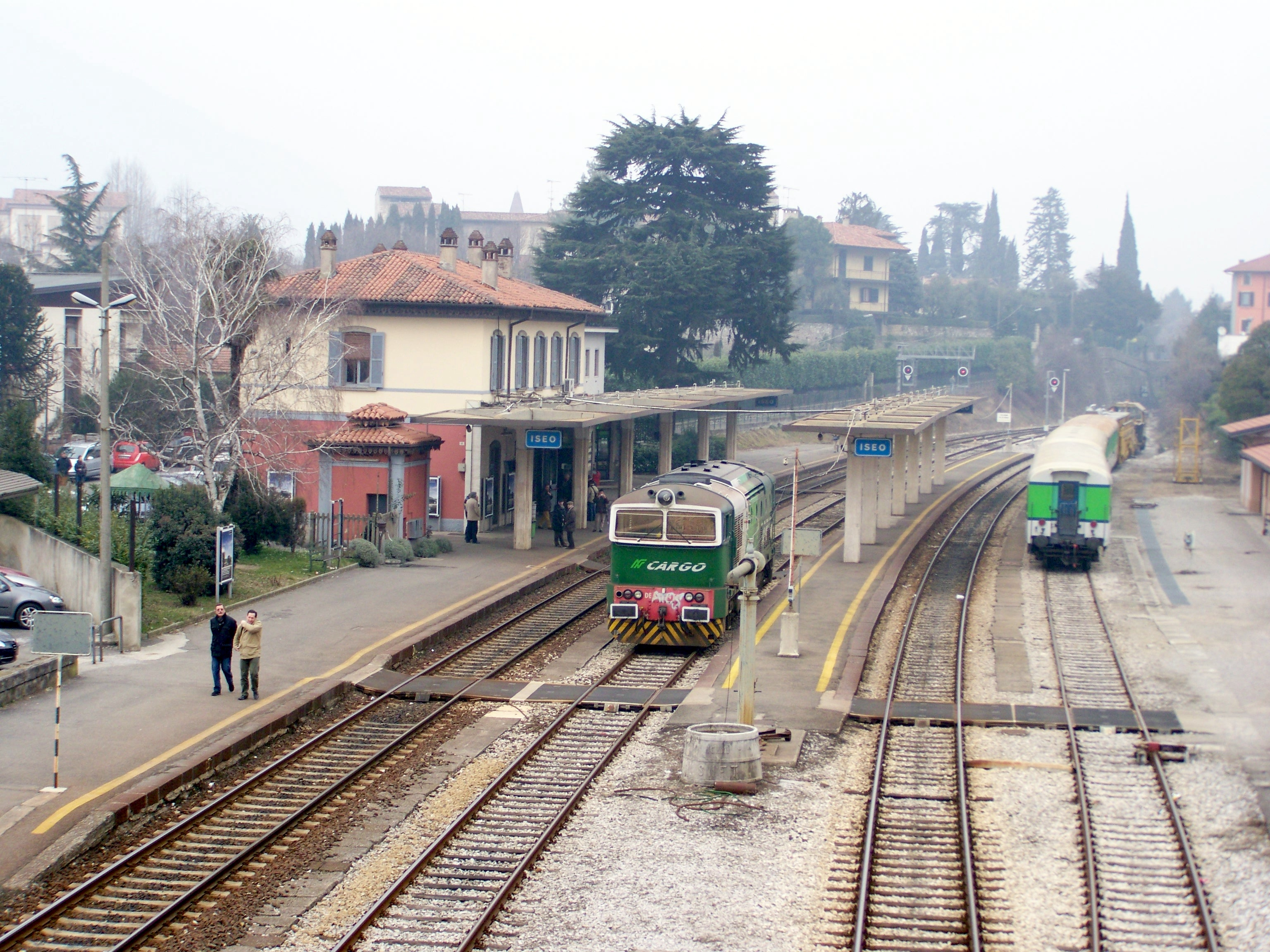
FNM DE 520 in Iseo